# Friedrich Kuhn (Heimatforscher)
Friedrich Kuhn (* 13. Juni 1895 in Handschuhsheim bei Heidelberg; † 5. Januar 1976 in Lörrach) war ein deutscher Kreisschulrat, Archäologe und aktiver Gegner des NS-Regimes.

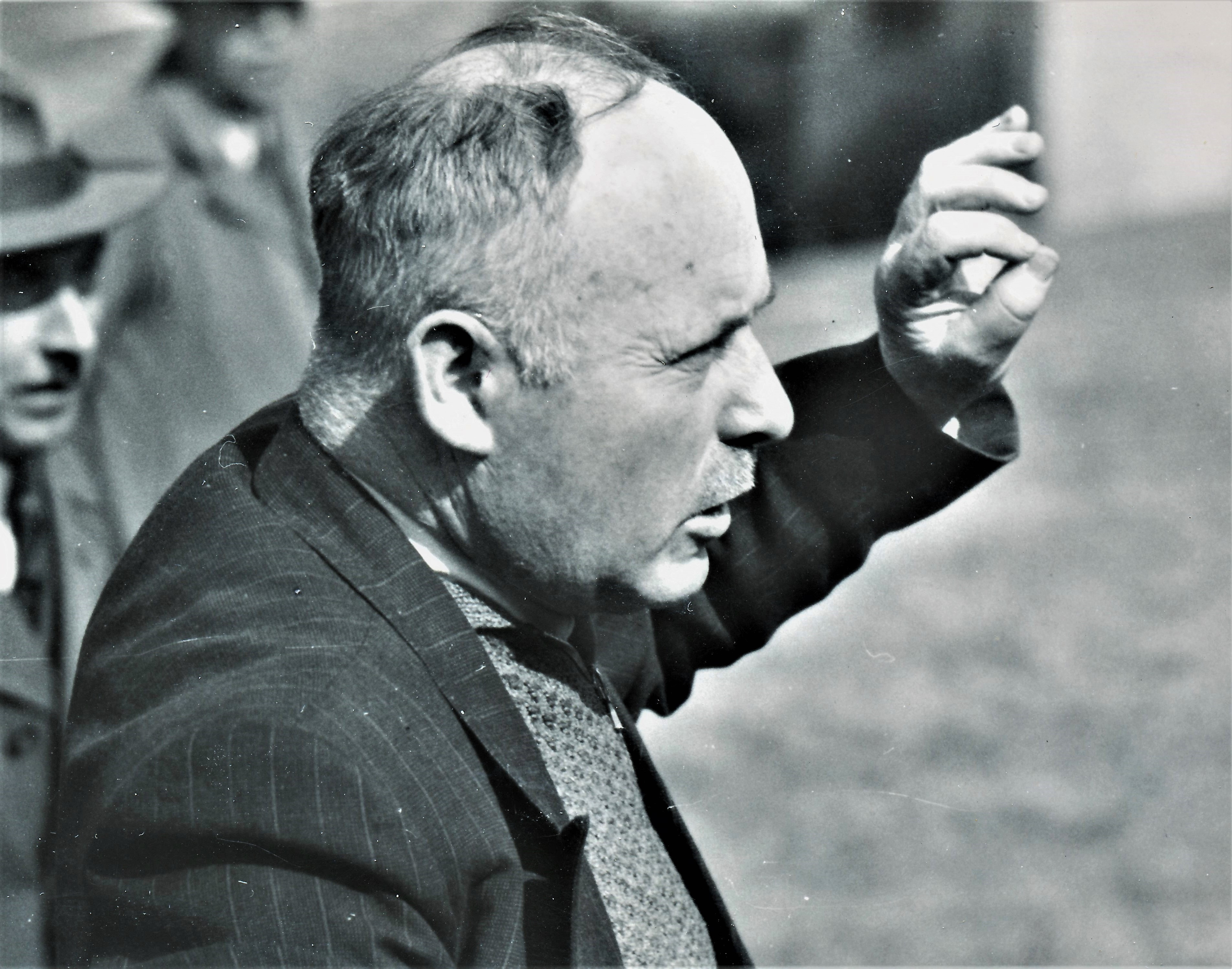
Friedrich Kuhn während einer Führung 1954

## Leben und politisches Wirken
Friedrich Kuhn besuchte nach Abschluss der Volksschule 1909 in Heidelberg das Lehrerseminar. Als freiwilliger Kriegsteilnehmer im Ersten Weltkrieg, den er später als „der dümmste Streich meines Lebens“ bezeichnete, wurde er am 15. April 1916 im Caillette-Wald bei Verdun schwer verwundet und überlebte als einer von nur zwölf Soldaten aus seiner 200 Mann starken Kompanie.
Zum entschiedenen Kriegsgegner geworden, stand Kuhn politisch für Ausgleich und Völkerverständigung. Seit 1919 Mitglied der SPD, wurde Kuhn 1930 Mitglied des Rheinfelder Bürgerausschusses und des Bezirksrates Säckingen.
Auf Grund offener politischer Gegnerschaft zu den Nationalsozialisten wurde er 1933 in seiner Tätigkeit als Lehrer von Rheinfelden-Nollingen nach Lörrach strafversetzt. Seine den Nationalsozialisten gegenüber weiterhin aktiv ablehnende Haltung lebte er in unterschiedlicher Form: in der Beibehaltung seines jüdischen Arztes, Samuel N. Moses, in demonstrativen Kirchenbesuchen, Unterstützung zwangsversetzter elsässischer Lehrerkollegen sowie mehrfacher Fluchthilfe für vom Regime bedrohte Personen in die Schweiz.
Durch seine von den Nazis aus ideologischen Gründen als unentbehrlich eingeschätzte archäologische Arbeit erhielt er während des Krieges eine der seltenen Grenzgängerkarten in die Schweiz. Unter dem Deckmantel historischer Forschung war er in Basel jedoch konspirativ tätig und pflegte Kontakte zu Regimegegnern und ausländischen Geheimdiensten. Umgekehrt brachte Kuhn aus Basel heimlich Nachrichten jüdischer Deportierter aus dem KZ in Gurs (Camp de Gurs) mit und leitete diese an in Deutschland verbliebene Angehörige weiter.
Durch Denunziation, wegen Abhörens des schweizerischen Radiosenders Beromünster, wurde er am 28. Juli 1944 von der Gestapo verhaftet und bis zum 26. Dezember 1944 im Lörracher Gefängnis inhaftiert. Er saß dort gleichzeitig mit dem befreundeten evangelischen Pfarrer und Nazigegner Richard Nutzinger ein. Die Fürsprache verschiedener Archäologen bei Oberstaatsanwalt Eugen Weiss in Freiburg und das Kriegsende verhinderten seine Überstellung in ein KZ.
Im August 1945 wurde Kuhn, legitimiert von den französischen Besatzungsbehörden, vom Ministerium für Kultus und Unterricht zum Kreisschulrat für die Landkreise Lörrach und Müllheim ernannt. In dieser Funktion war er für den Wiederaufbau des Schulwesens mit 175 Schulen und ca. 19.000 Schülern verantwortlich. Neben der Aufgabe der Entnazifizierung der Lehrerschaft organisierte Kuhn in großem Umfang über seine früheren Schweizer Kontakte Schulutensilien, Kleider und Schuhe. Zusammen mit der „Deutschlandhilfe“ der „Schweizer Spende“ gelang es Kuhn von 1946 bis 1948, für ca. 9000 Kinder in den beiden Landkreisen dringend notwendige Schülerspeisungen durchzuführen und verschiedenen Erholungsaufenthalte für Schüler zu organisieren. Kuhn nutzte seine schweizerischen Beziehungen auch zum grenzüberschreitenden Lehreraustausch, als im Juni 1950 ca. 300 Lehrer aus den Kantonen Basel-Stadt und Basel-Land zum Besuch ins Wiesental kamen und im Juni 1951 zum Gegenbesuch über 500 badische Lehrer Basler Schulen besuchten.
Nach dem Krieg schmuggelte Kuhn in großem Umfang Briefe für deutsche Kriegsgefangene in beide Richtungen über die zu dieser Zeit noch nahezu abgeriegelte deutsch-schweizerische Grenze. Die Briefe wurden über ein Netzwerk des schweizerischen Roten Kreuzes und der Quäker in ganz Europa und den USA weitergeleitet bzw. empfangen.
Ab Juni 1945 verfasste Kuhn für die Französische Besatzung sogenannte „Stimmungsberichte“, in denen er regelmäßig über den Aufbau des Schulwesens, die Stimmung und Versorgungssituation der Bevölkerung und zur politischen Lage im besetzten Deutschland und Europa Stellung nahm. Kuhn, obwohl klar frankophil und gesamteuropäisch eingestellt, beendete im Juni 1948 diese Berichte aus Protest gegen die seiner Meinung nach desaströse und für einen demokratischen Wiederaufbau Deutschlands kontraproduktive französische Besatzungspolitik („Ich bin nicht in der Lage, heute gut zu heißen, was ich früher verdammt und bekämpft habe: dass Macht gleich Recht sei“). Die in der Summe etwa 230 Seiten umfassenden Berichte gelten heute als wichtige Zeugnisse der Nachkriegszeit in der Südwestecke Deutschlands.
Von 1946 bis 1962 war Kuhn für die SPD Mitglied des Lörracher Stadtrates und zeitweise Vorsitzender des Ortsverbandes, die nach dem Krieg parteiintern angetragene Kandidatur zum Lörracher Oberbürgermeister lehnte er jedoch ab. Für seine politischen, beruflichen und sozialen Verdienste erhielt Kuhn 1951 das Bundesverdienstkreuz am Bande und war 1954 in Berlin für die SPD Mitglied der zweiten Bundesversammlung zur Wiederwahl von Theodor Heuss. Im November 1959 war Kuhn in Berlin Teilnehmer am Kuratorium Unteilbares Deutschland.
Kuhn trat im September 1961 in Pension.

## Archäologie
Schon als Volksschullehrer entdeckte Kuhn seine Leidenschaft für die Ur- und Frühgeschichte. Durch gründliche Kenntnis der Landschaft am Oberrhein und systematische Analyse von historischen Landmarken gelangen ihm zahlreiche bedeutende Funde. Zunächst als historischer Autodidakt und später als regelmäßiger Besucher archäologischer Vorlesungen an der Universität Basel vertiefte er kontinuierlich seine Kenntnisse und Methodiken. Ende der 1920er Jahre war er über den Basler Archäologen Laur-Belart an römischen Ausgrabungen im schweizerischen Kaiseraugst (Augusta Raurica) und bei Königsfelden (Vindonissa) beteiligt.

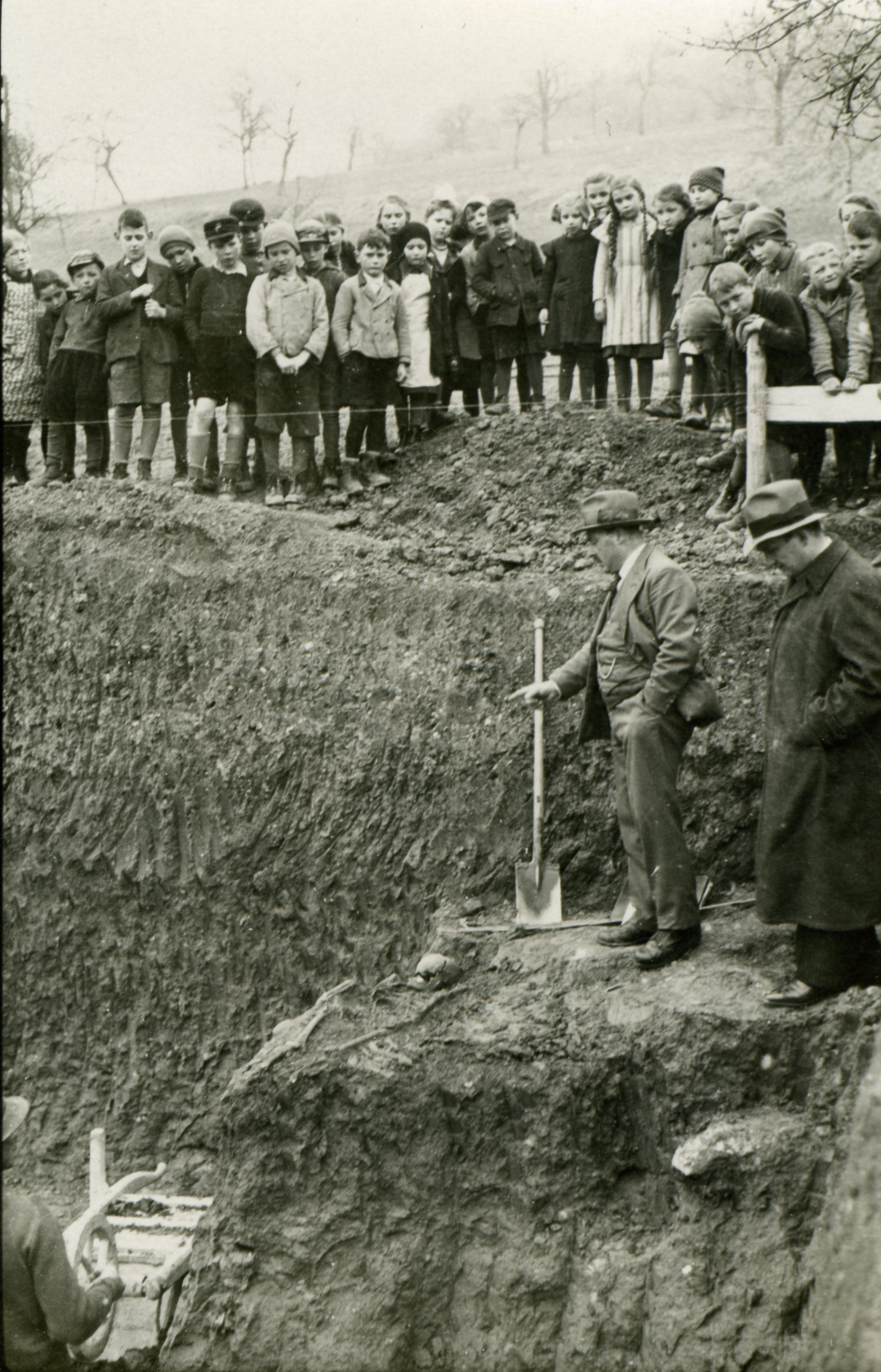
Friedrich Kuhn (Bildmitte), 1939 mit einer seiner Schulklassen bei der Besichtigung einer Ausgrabung eines Keltengrabes bei Inzlingen.

1934 wurde Kuhn vom Badischen Ministerium des Kultus zum Bezirkspfleger für Ur- und Frühgeschichte im Landkreis Lörrach (bis 1969) bestellt. Zu seinen Grabungen und Funden zählen u. a. die Fliehburg bei Degerfelden (1927), der Alemannenfriedhof bei Herten (1927), der römische Brückenkopf des Kastells Kaiseraugst bei Wyhlen (1933), der Alemannenfriedhof bei Lörrach-Stetten (1938), die Entdeckung des Jungsteinzeitlichen Jaspisbergwerkes bei Istein (1939), die Bronzezeitlichen Urnenflachbrandgräber von Binzen (1939), der Alemannenfriedhof bei Efringen-Kirchen (1942) und die deutsch-schweizerische Grabung zu hallstattzeitlichen Wallanlagen auf dem Grenzacher Horn (1947). Zudem befasste Kuhn sich mit der Ortsnamenforschung und der allgemeinen Siedlungskunde am Oberrhein.
Exponate seiner Grabungen befinden sich heute im Dreiländermuseum in Lörrach und im Badischen Landesmuseum in Karlsruhe. Die Veröffentlichung seiner Fundergebnisse durch Publikationen und zahlreiche Vorträgen war ihm als Pädagogen stets wichtig. Mit seinen Schulklassen unternahm er regelmäßig historische Exkursionen, insbesondere zu seinen Ausgrabungsstätten.
Während seiner Tätigkeit in Bezug auf Ur- und Frühgeschichte arbeitete Kuhn mit namhaften Archäologen und Historikern zusammen: Elisabeth Schmid (1912–1994), Georg Kraft (1894–1944), Rudolf Laur-Belart (1898–1972), Roland Bay (1909–1992), Friedrich Metz (1890–1969), Robert Lais (1886–1945), Gerhard Fingerlin (1937–2016), Felix Stähelin (1873–1952), Otto Wittmann (1907–1986), Alfred Mutz (1903–1990), Eugen Eble (1914–1969).
In Anerkennung der Verdienste Friedrich Kuhns um die Erforschung der Ur- und Frühgeschichte am Oberrhein ernannte die Fricktalisch-Badische Vereinigung ihn am 4. Mai 1975 zu ihrem Ehrenmitglied.

## Sonstige Tätigkeiten
Friedrich Kuhn war auch musikalisch talentiert. In einem Feldpostbrief von der Somme-Front vom 15. Februar 1915 berichtet er, dass er an einem Ruhetag in der Kirche von Nesle/Frankreich Orgel spielte. Als Volksschullehrer unterrichtete er Musik und gab privat Violinen-Stunden. Im Jahr 1923 war er Gründungsmitglied des Männerchors Rippolingen/Bad Säckingen und deren erster Chorleiter. Nach Versetzung an die Volksschule von Nollingen/Rheinfelden übernahm er dort 1924 die Leitung des Gesangsvereines „Harmonie“. In Rheinfelden war er 1933 im Vorstand des Obstbauverbandes.

## Namhafte Familienmitglieder
- Sophie Berlinghof, geb. Kuhn (* 9. Dezember 1910 in Handschuhsheim; † 18. März 2002 in Heidelberg), war eine Cousine von Friedrich Kuhn. Ab 1932 studierte sie in Heidelberg Zahnmedizin, wurde aber nach der nationalsozialistischen Machtergreifung auf Grund kommunistischer Aktivitäten 1933 relegiert, später verhaftet und inhaftiert. Von 1947 bis 1956 war Berlinghof für die KPD Mitglied des Heidelberger Gemeinderats.[34]
- Rodolfo Kuhn (* 29. Dezember 1934 in Buenos Aires, Argentinien; † 3. Januar 1987 in Valle de Bravo, Mexiko) war Cousin 2. Grades von Friedrich Kuhn. Er war ein bedeutender argentinischer Filmregisseur, Produzent und Drehbuchautor. Mit dem Spielfilm „Pajarito Gómez“ gewann er auf der Berlinale 1964 den Jugendfilmpreis. Rodolfo Kuhn war Jurypräsident der Internationalen Filmfestspiele Berlin 1974.
- Herbie Kuhn (* 9. Januar 1970 in Toronto, Kanada) ist ein Enkel von Friedrich Kuhn. Seit Gründung der Toronto Raptors 1995, der einzigen kanadischen Basketballmannschaft in der National Basketball Association (NBA), ist er deren Stadionsprecher. Zudem ist er der Teamseelsorger der Raptors und der Toronto Argonauts, einem Team der Canadian Football League (CFL).

## Veröffentlichungen
Siehe hierzu auch die Zusammenstellung von Otto Wittmann.
- Alemannische Funde am Oberrhein und ihre Beziehungen zur römischen Kultur. In: Vom Jura zum Schwarzwald. Band 4 (1929), S. 31.
- Die Germania des Taeitus in neuer Ausgabe. In: Vom Jura zum Schwarzwald. Band 4 (1929), S. 64.
- Aus der Urgeschichte Rheinfeldens (Baden) und seiner Umgebung. In: Vom Jura zum Schwarzwald. Band 5 (1930), S. 113.
- Auswanderungen aus Nollingen in das Banat. In: Vom Jura zum Schwarzwald.  Band 5 (1930), S. 116.
- Eine neuentdeckte frühmittelalterliche Fliehburg auf der Nollinger Höhe. In: Vom Jura zum Schwarzwald. NF Band 6 (1931), S. 26–30 (e-periodica.ch)
- Grabungen 1930/31 im alemannischen Gräberfeld in Herten. In: Vom Jura zum Schwarzwald. Band 6 (1931), S. 65.
- Eine mittelalterliche Fliehburg auf dem Dinkelberg bei Rheinfelden. In: Badische Heimat/Mein Heimatland. Jg. 18, Nr. 3/4, 1931, S. 96–103.
- mit Wilhelm Schleiermacher: Römisches Gebäude beim Salzbrünnele, Gem. Rheinfelden. In: Bad. Fundberichte III. 1935, S. 210–219. (Digitalisat der UB Heidelberg)
- Steinzeitliche Hockergräber in Efringen (Amt Lörrach). In: Badische Vorzeit. Jg. 1, Nr. 2, 1936, S. 12–13.
- Baureste aus der Römerzeit in Grenzach. In: Badische Vorzeit. Jg. 1, Nr. 1, 1935/36, S. 8.
- Römische Siedlungsbefunde am Hochrhein. In: Bad. Fundberichte. 1933–1936, S. 428–434. (Digitalisat der UB Heidelberg)
- Schnitt durch eine römische Straße bei Beuggen, Amt Säckingen. In: Badische Fundberichte. III, 1933–1936, S. 302–304. (Digitalisat der UB Heidelberg)
- Der Alemannenfriedhof von Lörrach-Stetten. In: Das Markgräflerland. Jahrgang 9, Heft 3/4, Oktober 1938, S. 143–163. (Digitalisat der UB Freiburg)
- Frührömische Terra Sigillata aus dem Alemannenfriedhof Herten. Beitrag zur Geschichte der Besetzung des rechten Rheinufers durch die Römer. In: Badische Fundberichte. Band 15, 1939, S. 79–90. (Digitalisat der UB Heidelberg)
- Der Alamannenfriedhof von Lörrach. In: Das Markgräflerland. Jahrgang 11, Heft 2/4 1940, S. 51–60 (Digitalisat der UB Freiburg)
- Jahresbericht 1939 des Denkmalpflegers für Urgeschichte im Landkreis Lörrach. In: Das Markgräflerland. Jahrgang 11, Heft 1/1940, S. 26–28. (Digitalisat der UB Freiburg)
- Die Walchenorte Oberbadens. In: Jahrbuch der Schweizerischen Gesellschaft für Urgeschichte, 38. Jg., 1947.
- Zur Vorgeschichte des Dorfes Kirchen am Oberrhein. In: Allemannisches Jahrbuch 1955, S. 1ff.
- Die Ur- und Frühgeschichte der Stadt Lörrach. In: Badische Heimat, 275 Jahre Stadt Lörrach. 38. Jahrg. 1958, Heft 1.
- Aus der Frühgeschichte von Herten. Festschrift anlässlich der Einweihung der neuen Volksschule. Herten 1963.
- Aus der Frühgeschichte von Ötlingen und seiner Umgebung, Festschrift zur Einweihungsfeier der neuen Volksschule, am 28. September 1963 in Ötlingen, 6 S.
- Eine Inschrift auf einem Amulett aus den Thermen von Badenweiler. In: Die Markgrafschaft. 11/1963.
- Eine keltische Viereckschanze auf dem Rührberg bei Wyhlen. In: Die Markgrafschaft. Jg. 17, 11/1963.
- Lörrach-Stetten im Frühlicht der Geschichte. In: Die Markgrafschaft. Jg. 15, Nr. 6/1963.
- Aus der Geschichte der Textilindustrie. In: Die Markgrafschaft. 3/1964.
- Augusta Raurica: einst eine große römische Siedlung. In: Wilhelm Mayer: Rebland – Webland. deine Heimat, Verlag Otto Kehrer KG, Freiburg i. Br., 1964, S. 21ff.
- Auf einem deutschen Bauernhof im 6. Jahrhundert. In: Die Markgrafschaft. Jg. 17, Nr. 5/1965.
- Eine keltische Viereckschanze auf dem Rührberg bei Wyhlen. In: Die Markgrafschaft. Jg. 17, Nr. 6/1965.
- Die Sage von der Häfnet-Jungfrau und die Entdeckung eines Grabhügels beim Häfnet-Brunnens. In: Die Markgrafschaft. Jg. 17, Nr. 10/1965.
- Zur Deutung des Ortsnamens Lörrach. In: Die Markgrafschaft. Jg. 17, Nr. 2/65, 3S.
- Die Siedlungsgeschichte der Dorfgemeinde Inzlingen, Beitrag zur Schulhauseinweihung in Inzlingen 1966.
- Die Alemannenfriedhöfe von Efringen-Kirchen. In: Die Markgrafschaft. Jg. 18, Heft 9, September 1966.
- Alemannische Grabnekropolen an alten Wegen auf dem Dinkelberg bei Lörrach. In: Die Markgrafschaft. Müllheim, Jg. 18, Heft 11/1966, S. 1–8.
- Alemannische und fränkische Einflüsse auf die Ortsnamenbildung beiderseits des Rheines bei Straßburg. In: Die Markgrafschaft. Nr. 12/1966.
- Streiflichter aus der Vergangenheit des ehemaligen Dorfes Nollingen. In: Vom Jura zum Schwarzwald. Band 41 (1966/1967), S. 23.
- Ein Freilichtmuseum auf der Nollinger Höhe bei Rheinfelden. In: Die Markgrafschaft. Jg. 18, Nr. 5, Müllheim/Baden 1966, S. 8–11.
- Fischingen und die Gemarkung Kirchen. In: Die Markgrafschaft. Heft vom 2. Februar 1967.
- Die Besiedelungsgeschichte von Rümmingen. In: Gemeindeverwaltung Rümmingen (Hrsg.): Rümmingen. Beiträge zur Orts-, Landschafts- und Siedlungsgeschichte. Gemeinde Rümmingen, Rümmingen 1967.
- Der Schullehrer von Ewattingen und die Jägermarei. In: Die Markgrafschaft. Nr. 12/1967.
- Die Schulverordnung des Bischofs von Basel vom 1. Mai 1785. In: Die Markgrafschaft. Heft 10, Oktober 1967.
- Römische Baureste bei der Wiechsmühle (Rheinfelden/Baden) und die zugehörigen Flurnamen. In: Vom Jura zum Schwarzwald. Band 42 (1968), S. 41.
- Enniken. Zwei Oedungen gleichen Namens am Hochrhein und auf dem Dinkelberg. In: Vom Jura zum Schwarzwald. Band 42 (1968), S. 47.
- Höhlen am Isteiner Klotz. Archäologische Nachrichten aus Baden, (1969), Oktober 1969, S. 5–15.
- Adliger – Zwei abgegangene Siedlungen gleichen Namens am Tüllinger Berg und im Kandertal. In: Das Markgräflerland. Jg. 31, Heft 2/3 1969, S. 120–125 Digitalisat der UB Freiburg
- Die Römerbrücken von August und Kembs und die dazugehörigen Straßenverbindungen rechts des Rheines. In: Badische Heimat. Heft 4/1970, S. 490–500 (pdf)
- Maienbühl. In: Das Markgräflerland. In: Das Markgräflerland. Jg. 32, Heft I, 1970. Digitalisat der UB Freiburg
- Kunoldingen – Eine abgegangene Siedlung auf der Gemarkung Haltingen. In: Das Markgräflerland. Jg. 33, 3/1971.
- Tüchlingen – Tohtarinchova – Eine abgegangene Siedlung bei Riedlingen (Kandern). In: Das Markgräflerland. Jg. 33, 3/1971.
- Die Geschichte – Die Vorgeschichte in ihrer Abhängigkeit von der Landschaft. In: Der Kreis Lörrach. Konrad Theis Verlag Stuttgart und Aalen 1971.
- Wegenstetten, eine abgegangene Siedlung am Grenzacher Horn. Fliehburgen auf dem Hornfelsen. In: Vom Jura zum Schwarzwald. Band 46/48 (1972/1974), S. 115.
- Ur- und Frühgeschichtliche Funde und Beobachtungen auf Gemarkung Endenburg, Kr. Lörrach. In: Das Markgräflerland. Heft 1/2 1973.
- Römische Trümmerstätten als Landmarken, Beispiele aus dem badischen Hochrheingebiet. In: Das Markgräflerland. Heft 1/2 1973.
- Die Schulverordnung des Bischofs von Basel vom 1. Mai 1783. In: Das Markgräflerland. Jg. 1/2012, Verlagsort Schopfheim, ISBN 978-3-932738-55-5, S. 79–87.

## Archivquellen
- Kuhn, Friedrich; 13. Juni 1895; Personalakte von Lehrern I; Landesarchiv BW, Staatsarchiv Freiburg, Signatur L50/1 Nr. 2746.
- Kuhn, Friedrich; 13. Juni 1895; Personalakte von Lehrern I; Landesarchiv BW, Staatsarchiv Freiburg, Signatur L50/1 Nr. 2734.
- Wiesentalfahrt der Schweizer Lehrer 1950, Fahrt ins Baselgebiet am 28. Juni 1951; Landesarchiv BW, Staatsarchiv Freiburg, Signatur G224/1 Nr. 22.
- Mitarbeit des Hauptlehrers Friedrich Kuhn von Lörrach auf ur- und frühgeschichtlichem Gebiet; Landesarchiv BW, Generallandesarchiv Karlsruhe, Signatur 235 Nr. 47794.
- Berichte von Kreisschulrat Friedrich Kuhn an die Lörracher Militärregierung über die Stimmung der Bevölkerung und Monatsberichte über den Stand der Volksschulen; Stadtarchiv Lörrach, Hauptamt 396/2, AZ 0264, 24. Januar 1985.
- Hopmann Karl und Marie-Luise, aus Köln, Dankschreiben an Friedrich Kuhn für Fluchthilfe am 30. Juli 1943 über die Eiserne Hand bei Lörrach, Schreiben vom 30. August 1961; Nachlass Friedrich Kuhn.
- Striffling Erwin, Helfrantzkirch (Elsass)/Frankreich, Schreiben vom 2. September 1961, RAPPORT sur l´attitude de M. Kuhn, Oberschulrat à LOERRACH vis-à-vis des instituteurs originaires du Haut-Rhin et contraints à exercer en Allemagne; Nachlass Friedrich Kuhn.
- Kuhn, Friedrich, 2 Berichte zu seinen Erlebnissen bei Verdun im Ersten Weltkrieg, undatiert, Titel: „Die Tragödie von Verdun 1916“ und „Vor Verdun, Kämpfe im Cailette-Wald“; Nachlass Friedrich Kuhn.
- Zaugg Ernest L., Zürich, Schreiben vom 17. Dezember 1961 an Friedrich Kuhn, bzgl. Ihrer geheimen Treffen in Riehen und Basel während des Krieges; Nachlass Friedrich Kuhn.
- Ernennungsschreiben zum Ehrenmitglied der Fricktalisch-Badischen Vereinigung vom 4. Mai 1975; Nachlass Friedrich Kuhn